# 近藤茂吉
近藤 茂吉（こんどう しげきち、1883年〈明治16年〉1月7日 - 1969年〈昭和44年〉2月22日）は、日本の登山家・貿易商。
登山家としては、剱岳別山尾根の初下降、辻村伊助とともに行ったヨーロッパ遠征、黒部峡谷初横断などで名を残し、日本山岳会名誉会員に選ばれた。また、大日本体育協会設立に参画し、バスケットボールの普及にも貢献している。

## 生涯
1883年（明治16年）、千葉県海上郡飯岡町（現在の旭市）に生まれる。実家は醸造家。
東京・音羽の豊山中学校（のちに大正大学となる学校）を卒業後、1904年（明治37年）から1906年（明治39年）にかけてウイスキー研究のためにイギリス・スコットランドのグラスゴー大学に留学。1907年（明治40年）10月、東京で近藤商店を設立し、ウイスキーの直輸入を始める。
「一般スポーツへの関心」から登山にも興味を持つようになったといい、1910年（明治43年）に日本山岳会に入会。1911年（明治44年）には大日本体育協会（現在の日本スポーツ協会）設立に参加した。大日本体育協会では1924年（大正13年）まで常務理事を務めている。
1912年（明治45年）6月から7月にかけ、立山の室堂から剱岳の試登を行い針ノ木峠から大町へ越え、上高地に移動して穂高岳・槍ヶ岳を縦走し上高地に戻った。ガイドとして佐伯平蔵らが同行している。槍ヶ岳・穂高岳の縦走は3人目（鵜殿正雄・小島烏水に次ぐ）という。1913年（大正2年）、近藤ら日本山岳会パーティは長次郎谷から剱岳に登頂（ガイドは宇治長次郎・佐伯平蔵）。民間登山者としては吉田孫四郎らに次ぎ第二登を果たした。さらに近藤は平蔵とともに新ルートである別山尾根の下降に成功した。1914年（大正3年）には、友人である辻村伊助とともにスイスのグロースシュレックホルンに登頂、下山途中に雪崩に巻き込まれるも生還している。
1917年（大正6年）、第3回極東選手権競技大会が東京で開催されたことを契機として、大日本体育協会はバスケットボールなどの競技の普及促進にあたることとなり（競技人口も少なく弱体であった）、近藤がバスケットボール・バレーボール委員長となった。
1919年（大正8年）7月、佐伯平蔵とともに黒部峡谷の横断（剱岳～黒部川～鹿島槍ヶ岳）に成功。黒部川を渡渉し「黒部横断」を果たした最初の記録とされる。
日本山岳会では幹事・評議員を務め、主に外国との交渉に当たった。英国山岳協会会員で日本の登山界にも関わったアーノルド・ルイス・マム (Arnold Louis Mumm) は生家が醸造家であったこともあってか親しく、マムを介して外交官（駐日大使も務めた）のチャールズ・エリオットとも親しかった。
1921年（大正10年）には、マムを通じて英国王立地理学協会に第一回エベレスト登山隊参加を申し込んだが実現しなかった。1921年（大正10年）、第5回極東選手権競技大会（上海）にバスケットボールの代表選手を派遣するべく、第1回全日本選手権大会を開催した。
近藤商店（大正後期には「保々近藤合名会社」という社名であったという）は、大正後期にはスキー道具や登山用品の輸入・販売も手掛けるようになった。成瀬岩雄の追悼文によれば、シュラーフ・ザック（寝袋）、ラングリーメン（スキー板のビンディング）、ローデンクロスのマント、固形燃料の「メタ」などは、近藤が初めて日本に輸入したものではないかという。1930年（昭和5年）、株式会社に改組し、株式会社近藤商店取締役社長に就任（1959年（昭和34年）に会長）。
1942年（昭和17年）、大日本バスケットボール協会が創立10周年を記念して功労者を表彰した際には、「特別功労者」7名のうちの1人に挙げられた。
1950年（昭和25年）、日本山岳会名誉会員に推される。
1969年（昭和44年）2月22日、東京・聖路加病院で死去、86歳。神田キリスト教会で葬儀が行われた。

## 栄典・受賞等
- 1950年（昭和25年） - 日本山岳会名誉会員[3]
- 1963年（昭和38年） - 池田勇人首相より、輸出振興に尽力したことにより表彰[3]
- 1963年（昭和38年） - 紫綬褒章[3]
- 1965年（昭和40年） - 勲四等瑞宝章[3]

## 備考
- 剱岳の平蔵谷の命名者である（佐伯平蔵をたたえたもの）[14]。実際に平蔵谷を初下降したのは宇治長次郎であるが、すでに「長次郎谷」に命名された長次郎に並ぶ功績をたたえるとともに、長次郎と平蔵が親友であることを踏まえての命名である[14]。
- 剱岳の劔沢二股左岸の大岩には「近藤岩（近藤岩屋）」の名がつけられている[15]。成功はしなかったものの近藤が劔沢の下降を試みたことにちなむ[15]。
- ヨーロッパ遠征をともにした辻村伊助は箱根で植物園を開いていたが、1923年（大正12年）、関東大震災により家族もろとも死去した。近藤は辻村の妻ローザの父をスイスに訪ねている[16]。辻村の遺稿集『ハイランド』が1930年（昭和5年）に刊行された際、近藤は「亡友『辻』」を寄稿した。
- 1919年（大正8年）、東久邇宮稔彦王が立山登山を行った際（皇族として初の立山登山）に同伴した近藤茂吉（富山県森林技師）は別人[17]。